# Anya Chalotra
Anya Chalotra (Lower Penn, 21 luglio 1996) è un'attrice britannica, attiva in campo teatrale e televisivo.

## Biografia
Anya Chalotra è nata e cresciuta a Lower Penn, nel South Staffordshire, da madre inglese e padre indiano. Dopo il diploma alla St. Dominic's Grammar School for Girls di Brewood, Chalotra ha studiato recitazione prima alla London Academy of Music and Dramatic Art e poi alla Guildhall School of Music and Drama.

## Carriera
Nel 2017 ha fatto il debutto sulle scene londinesi interpretando Ero in un allestimento del Molto rumore per nulla di Shakespeare al Globe Theatre. L'anno successivo ottenne recensioni molto positive per la sua interpretazione nella pièce The Village, in scena a Stratford East, mentre nel 2019 ha recitato nel dramma di Ibsen Peer Gynt in scena al Royal National Theatre.
Sempre nel 2018 ha fatto il suo esordio anche sul piccolo schermo, interpretando i ruoli ricorrenti di Jennifer Ashman e Lily Marbury rispettivamente nelle serie TV Wanderlust e Agatha Christie - La serie infernale. Nel 2019 doppia il ruolo principale di Robin Loxley nella serie d'animazione Sherwood e nello stesso anno ha interpretato la co-protagonista Yennefer di Vengerberg nella serie di Netflix The Witcher.

## Filmografia

### Attrice

#### Televisione
- Wanderlust – serie TV, 5 episodi (2018)
- Agatha Christie - La serie infernale (The ABC Murders) – miniserie TV, 3 puntate (2018)
- The Witcher – serie TV, 23 episodi (2019-2023)

### Doppiatrice

#### Televisione
- Sherwood – serie TV, 10 episodi (2019)
- The Cipher – serie di podcast, 10 episodi (2020-2021)
- Twilight of the Gods - serie TV, (2024)
- Creature Commandos - serie TV, (2024)
- The Witcher: Le sirene degli abissi (The Witcher: Sirens of the Deep), regia di Kang Hei Chul (2024)

## Teatro
- Molto rumore per nulla di William Shakespeare, regia di Matthew Dunster. Globe Theatre di Londra (2018)
- The Village di April De Angelis, regia di Nadia Fall. Theatre Royal Stratford East di Londra (2018)
- Peer Gynt di Henrik Ibsen, regia di Jonathan Kent. National Theatre di Londra (2019)
- Maryland di Lucy Kirkwood, regia di Eva Samson. Theatre Royal Stratford East di Londra (2021)
- Cold War, libretto di Conor McPherson, colonna sonora di Elvis Costello, regia di Rupert Goold. Almeida Theatre di Londra (2023)

## Doppiatrici italiane
Nelle versioni in italiano delle opere in cui ha recitato, Anya Chalotra è stata doppiata da:
- Benedetta Degli Innocenti in The Witcher
- Emanuela Ionica in Agatha Christie - La serie infernale

Da doppiatrice è stata sostituita da:
- Emanuela Ionica in Unknown 9 Awakening